# Branko Andrić

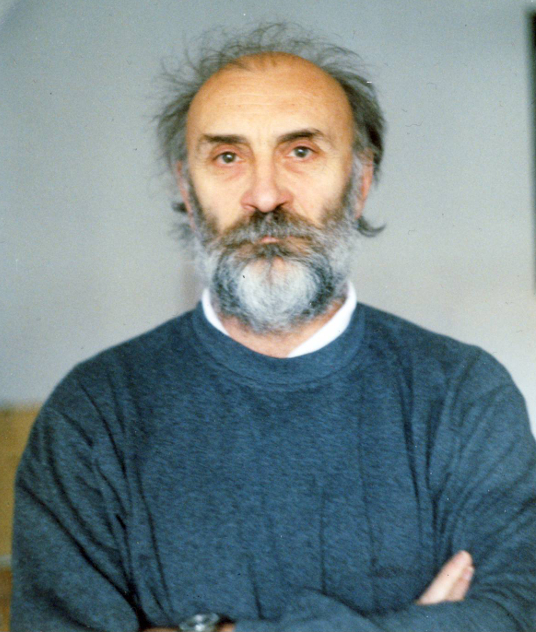
Branko Andrić 1999

Branko Andrić (serbisch-kyrillisch Бранко Андрић;* 9. April 1942 in Novi Sad, Jugoslawien; † 20. Oktober 2005 in Dunaújváros, Ungarn) war ein serbischer Schriftsteller und Künstler, der in Novi Sad und Wien lebte. Er gehörte der Novosader Neo-Avantgarde-Kunstbewegung an, aber auch zu den serbischen Schriftstellern und zu den österreichischen Malern und Zeichnern der 1970er und 1980er Jahre. Er begründete die Wiener Arena mit.

## Leben
Branko Andrić kam am 9. April 1942 in Novi Sad auf die Welt. Sein Vater – ebenfalls Branko Andrić (1921–1942) – wurde zwei Monate vor seiner Geburt von ungarischen SS-Truppen im Zuge der Novi Sader-Razzia von 1942 verhaftet und fand wie tausende andere den Tod in der vereisten Donau. Mit seiner Ehefrau, der Kunsthistorikerin und Künstlerin Andjelija Terzić, hatte er einen Sohn, der ebenfalls Branko Andrić heißt und ebenfalls Künstler ist. 
Nach dem Abschluss eines humanistischen Gymnasiums (Jovan Jovanovic Zmaj) absolvierte Branko Andrić die Höhere Schule für Politikwissenschaften in Belgrad und die höhere pädagogische Schule in der Studienrichtung Bildende Kunst in Novi Sad. Nach dem Abschluss seiner Studien begann er in unterschiedlichen Jugoslawischen Kulturzeitschriften (Letopis Matice Srpske, Student, Knjizevna rec, Index, OKO, Rijecka revija, Polja, Lica, und vielen mehr) zu publizieren. Andrić hielt zahlreiche Lesungen in ganz Jugoslawien und arbeitete an Filmen von Dušan Makavejev, Želimir Žilnik und Karpo Aćimović Godina mit. Der Kurzfilm „Litany for Ideal People“ von Karpo Acimovic-Godina mit Texten und musikalischer Begleitung von Branko Andric wurde mit dem ersten Preis am Kurzfilmfestival in Belgrad und dem Journalistenpreis in Oberhausen ausgezeichnet.
1972 übersiedelte Branko Andrić nach Wien. Hier lernte er Dieter Schrage kennen und beteiligte sich am Programm des Freien Kinos. Neben seiner zeichnerischen Tätigkeit begann er Gedichte auf Deutsch zu schreiben („Gastarbeitergedichte“), die Ende der 1970er Jahre im Eigenverlag erschienen, und beteiligte sich an der Gründung und Verlebendigung der Wiener Arena (Inlandsschlachthof). Zu seinem Beitrag am Programm der Wiener Arena von den 1970ern bis zu den 1990er Jahren zählt neben zahlreichen Lesungen seiner Gastarbeitergedichte die Organisation mehrerer alternativer Musikfestivals, bei denen Bands aus allen Teilen des damaligen Jugoslawien zu sehen waren. Er erhielt zahlreiche hoch dotierte Kunstpreise bei Kunstwettbewerben in Österreich und reihte sich unter die erfolgreichsten Künstler der 1970er und 1980er Jahre.
Am 20. Oktober 2005 kam Branko Andrić in Ungarn auf einer Landstraße nähe Dunaújváros bei einem Verkehrsunfall, verursacht durch einen Falschfahrer, ums Leben.

## Die Band „Imperivm of Jazz“
Ende der 1970er Jahre gründete Branko Andrić die Band „Vojvodiner Blues Band“, mit der er mehrere Male in Belgrad und Novi Sad als Sänger auftrat. Er gab die Band, die bis ca. 2004 bestand, jedoch auf und gründete 1980 die Band „Imperivm of Jazz“ (auch „Imperium of Jazz“ geschrieben). Die Zahl der Musiker, die insgesamt bei Imperivm of Jazz gespielt haben, wird auf 150 geschätzt, was bedeutet, dass so gut wie jeder Musiker aus Novi Sad in der Band mindestens einmal gespielt hat. Einige dieser Musiker waren Boris Kovac, Zoran Bulatovic–Bale, Jovan Torbica und Predrag Jandric. Die Band bestand bis zu seinem Tod im 2005.

## Veröffentlichungen
- Kriegsruinen in Jugoslawien. Journal einer Reise nach Novi Sad und Belgrad im Jahr 2002. ISBN 3-90224948-X.
- Sanatorium. Roman. Novi Sad Matica Srpska, 2000, ISBN 86-363-0411-3.
- Kako zene strasno pate. Roman. Novi Sad Cetvrti Talas, 1991, COBISS.SR-ID - 58656007
- Potonuli brodovi od hartije. Sarajevo Svjetlost, 1990, ISBN 86-01-01623-5
- Dan za posetama bolnice. Erzählungen. Knjizevna zajednica Novog Sada, 1991, ISBN 86-7331-226-4.
- Ustanak iz mrtvackog sanduka. Ausgewählte und neue Erzählungen. Novi Sad Orpheus, 2003, ISBN 86-83887-21-9.

## Filme und Drehbücher
- 1998: Tako se kalio čelik – Regie: Zelimir Zilnik (Drehbuch)[1]
- 1994: Stadt aus Stein – Regie: Reinhard Jud (Schauspiel)[2]
- 1995: Before Sunrise – Regie: Richard Linklater (Schauspiel)[3]
- 1996: Jugofilm – Regie: Goran Rebic (Schauspiel)
- 2000: Gelbe Kirschen – Regie: Leopold Lummerstorfer (Schauspiel)[4]

## Sammlungen
- Albertina Museum Wien
- Wien Museum MUSA
- Lentos Museum Linz
- Museum für zeitgenössische Kunst von Vojvodina